# Kolam

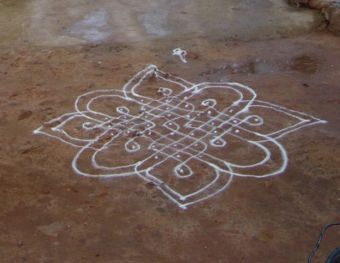
Kolanm przed tamilskim domem

Kolam (tam.: கோலம், telugu trl. muggu) – symetryczny wzór, tworzony każdego rana przez kobiety w południowych Indiach przed wejściem do domu. 
Zgodnie ze starym zwyczajem, po porannym sprzątaniu domu, kobiety usypują na zewnątrz budynku, przed drzwiami za pomocą grubo zmielonej mąki ryżowej tradycyjne wzory, mające chronić domowników i przynosić pomyślność. Mąka jest również swoistą ofiarą dla drobnych zwierząt (mrówek, ptaków). Wzory te w ciągu dnia powoli znikają, zadeptywane, rozwiewane przez wiatr, ale następnego ranka są skrupulatnie odnawiane.
Kolamy to rysunki labiryntowe. Wierzy się, że chronią domostwa przed odwiedzinami złych duchów. Istoty takie zostają w labiryncie uwięzione – kolamy zawsze występują jako formy graficzne o połączonym początku i końcu.